# Wat Als?
Wat Als? é uma série de televisão belga estrelada por Bruno Vanden Broecke, Ben Segers, Koen De Graeve, Charlotte Vandermeersch, Günther Lesage, Nico Sturm, Ruth Beeckmans e Sara De Bosschere para o canal 2BE. Desde sua estréia em 2011,[carece de fontes?] o programa  ganhou inúmeros prêmios internacionais, incluindo uma Rosa de Ouro, a medalha de ouro no Festival World Media em Hamburgo, um Prêmio Rockie no Banff World Media Festival no Canadá e um Emmy Internacional.